# Radikalisering
 Denne artikel bør gennemlæses af en person med fagkendskab for at sikre den faglige korrekthed.

Radikalisering er en proces, hvorved nogen eller noget gøres (mere) gennemgribende, dybtgående eller yderligtgående. Udtrykkes bruges især om (unge) mennesker, som påvirkes i en fundamentalistisk eller kriminel retning. Radikalisering kan betegne både en ændring i den enkelte persons opfattelse og en mere generel samfundsudvikling. Ordet er afledt af "radikal", som igen kommer fra det senlatinske ord radicalis, afledt af latin radix' 'rod'.